# Tadeusz Szczurkiewicz

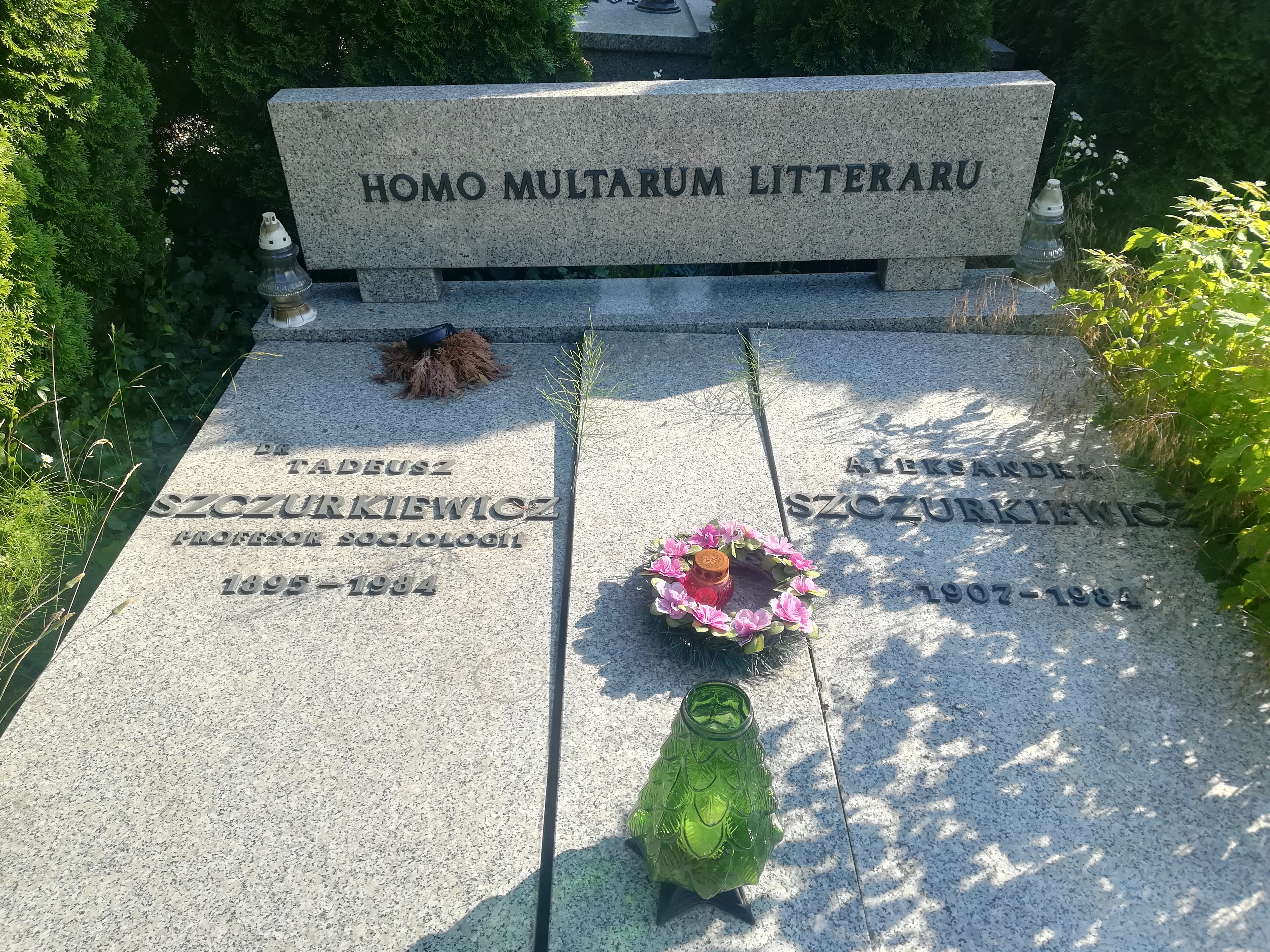
Grób na cmentarzu junikowskim

Tadeusz Szczurkiewicz (ur. 20 listopada 1895 w Pilźnie, zm. 6 grudnia 1984 w Poznaniu) – polski socjolog.

## Życiorys

### Wykształcenie i działalność naukowa
Był synem Władysława (inżynier budowy dróg i mostów) oraz Marii z Grohmannów. Uczęszczał do IV Gimnazjum w Krakowie, maturę zdał w 1914 w Gorlicach. Po wybuchu I wojny światowej został powołany do wojska austriackiego, w którym służył w latach 1915–1918. Po wojnie przez rok odbywał służbę w wojsku polskim.
Studiował filozofię i filologię polską na Uniwersytecie Jagiellońskim (1919–1921), potem filozofię kultury i socjologię na Uniwersytecie Poznańskim, gdzie jego wykładowcami byli m.in. Florian Znaniecki, Jan Stanisław Bystroń i Stefan Błachowski.
W 1931 uzyskał na Uniwersytecie Poznańskim stopień doktora summa cum laude, tematem rozprawy doktorskiej była Sugestia społeczna, a promotorem Florian Znaniecki. Habilitację uzyskał w 1939 roku na podstawie rozprawy Rasa, środowisko, rodzina.
Na Uniwersytecie Poznańskim pracował od 1919, początkowo jako zastępca asystenta, w latach 1931–1939 prowadził wykłady z socjologii. W czasie II wojny światowej pracował jako urzędnik w Zakładzie Ubezpieczeń Społecznych w Warszawie. Zaangażował się w tajne nauczanie na Uniwersytecie Ziem Zachodnich, Uniwersytecie Warszawskim i w Wolnej Wszechnicy.
Po 1944 pracował jako robotnik w Krzystkowicach.
1 września 1945 został prowizorycznie powołany przez rektora Uniwersytetu Mikołaja Kopernika na stanowisko profesora nadzwyczajnego. Tytuł profesora otrzymał w 1963 roku. W latach 1945–1950 był kierownikiem zorganizowanej przez siebie Katedry Socjologii na Wydziale Prawno-Ekonomicznym UMK. Od 1957 do przejścia na emeryturę w 1966 roku kierował Katedrą Historii Filozofii i Myśli Społecznej UMK. Jednocześnie, wobec przeprowadzki Floriana Znanieckiego do USA, odtwarzał po wojnie socjologię poznańską, którą kierował w latach 1945-1957. Na emeryturze pracował m.in. na Akademii Ekonomicznej w Poznaniu.
Pochowany na cmentarzu komunalnym Junikowo w Poznaniu.

### Działalność polityczna
Od 1945 do 1947 należał do Stronnictwa Demokratycznego. W listopadzie 1947 wstąpił do Polskiej Partii Robotniczej, a następnie do Polskiej Zjednoczonej Partii Robotniczej. Był delegatem na II zjazd PZPR. Wchodził w skład Komitetu Uczelnianego tej partii na Uniwersytecie Poznańskim. Od 1957 do 1966 zasiadał w zespole socjologicznym Sekcji Filozoficzno-Socjologicznej Komisji Nauki KC PZPR.

## Odznaczenia
Został odznaczony: Orderem Sztandaru Pracy II klasy (1975), Krzyżem Oficerskim Orderu Odrodzenia Polski, Złotym Krzyżem Zasługi, Medalem 10-lecia Polski Ludowej, Medalem Komisji Edukacji Narodowej.

## Zainteresowania
Jego głównym obszarem badawczym był zakres teorii i historii socjologii w powiązaniu z historią filozofii i myśli społecznej.

## Dzieła
- Rasa, środowisko, rodzina (1938)
- Studia socjologiczne (1969)